# Puchar Interkontynentalny w Lekkoatletyce 2010 – bieg na 800 m mężczyzn
Bieg na 800 metrów mężczyzn – jedna z konkurencji rozegranych podczas pucharu interkontynentalnego w Splicie. Biegacze rywalizowali 5 września – drugiego dnia zawodów. Bieg zakończył się zwycięstwem aktualnego rekordzisty świata Davida Rudishy z Kenii, który wyprzedził na mecie aktualnego mistrza Europy Marcina Lewandowskiego i ustanowił nowy rekord imprezy.

## Rezultaty
| Poz. | Tor | Zawodnik           | Reprezentacja  | Czas       |
| ---- | --- | ------------------ | -------------- | ---------- |
| 1.   | 6   | David Rudisha      | Afryka         | 1:43.37 CR |
| 2.   | 5   | Marcin Lewandowski | Europa         | 1:44.81    |
| 3.   | 3   | Belal Mansoor Ali  | Azja i Oceania | 1:44.92    |
| 4.   | 8   | Kléberson Davide   | Ameryka        | 1:44.96    |
| 5.   | 4   | Nick Symmonds      | Ameryka        | 1:44.98    |
| 6.   | 1   | Michael Rimmer     | Europa         | 1:45.91    |
| 7.   | 2   | Shiferaw Wola      | Afryka         | 1:46.56    |
| 8.   | 7   | Tristan Garrett    | Azja i Oceania | 1:50.32    |